# Шволен
Шволен (њем. Schwollen) општина је у њемачкој савезној држави Рајна-Палатинат. Једно је од 96 општинских средишта округа Биркенфелд. Према процјени из 2010. у општини је живјело 494 становника. Посједује регионалну шифру (AGS) 7134080.

## Географски и демографски подаци
Шволен се налази у савезној држави Рајна-Палатинат у округу Биркенфелд. Општина се налази на надморској висини од 414 метара. Површина општине износи 8,8 km². У самом мјесту је, према процјени из 2010. године, живјело 494 становника. Просјечна густина становништва износи 56 становника/km².